# Дават
Да'ват (араб. دعوةدعوة — заклик, запрошення) — проповідь ісламу, прозелітизм. Мусульманин, який займається даватом (даї, мн. дуат) може бути класифікований в деяких випадках, як ісламський еквівалент місіонера .

## Історія
Дават вживається в Корані в сенсі призову до мертвих піднятися на День Суду. В цілому слово "дават" використовується в Корані у сенсі запрошення жити згідно з Божою волею. Таким чином, у перші століття ісламу, це слово найчастіше використовували нарівні з шаріатом і релігією. В основі проповіді лежить приклад Мухаммада, який протягом 23 років вів проповіді серед своїх одноплемінників. У 628 р. між мединськими мусульманами і мекканськими многобожниками було укладено перемир'я, яке стало найважливішим етапом поширення ісламу на Аравійському півострові. Завдяки цьому мусульманські проповідники, направлялися до різних племен по всій Аравії і за 2 роки змогли привести в іслам стільки людей, скільки не було протягом 18 років.

## Цілі
В ісламській теології, метою призову є інформування мусульман і немусульман про поклоніння Богу і життя ісламського пророка Мухаммада, а також заклик до прийняття ісламу. За допомогою давата Мухаммед поширював послання Корану, а після нього його послідовники взяли на себе обов'язок заклику до людей свого часу.

## Основи давата
В основі давата лежить принцип грамотності і доброзичливості проповідників, що має на меті будь-якими засобами збільшити кількість послідовників і пожертвувань священикам. До проголошених принципів давата відносяться:
- знання[5];
- доброта та ніжність[6];
- мудрість[7];
- ясність (зрозуміла мова)[8];
- терпіння[5].

## Сучасні рухи
Сучасне життя не підтверджує важливість давата, так як останнім часом зросло негативне ставлення різних ісламістів до засобів масової інформації. Активну роботу по давату ведуть радикальні організації та проповідники.
- Джамаат Табліг аполітичний релігійний рух, організований 1926 році в Індії Мауланой Мухаммадом Ільясом. Головною метою руху вважається духовне перетворення в ісламі за допомогою роботи учасників на рівні широких мас людей і звернення до мусульман незалежно від їх соціального та економічного статусу з метою наблизити їх до релігійної практики ісламу, зазначеної Мухаммадом[9].
- Ахмед Кандидат — ісламський проповідник, письменник і богослов. Був відомий своїми працями з питань взаємини християнства і ісламу, творець Міжнародного центру Ісламського заклику[10].
- Закір Найк — індійський мусульманський проповідник, президент Ісламського дослідницького фонду (ІДФ), засновник Ісламської міжнародної школи в Мумбаї[11].